# Список депутатов Верховного Совета Латвийской ССР IX созыва

Выборы депутатов Верховного Совета Латвийской ССР IX созыва состоялись 15 июня 1975 года. Всего было избрано 310 депутатов, из них 170 (54,8 %) — впервые. Среди депутатов было 106 женщин. 202 депутата являлись членами или кандидатами в члены КПСС, 34 — членами ВЛКСМ. Национальный состав Верховного Совета: латышей — 220, русских — 71, других национальностей — 19.
Верховный Совет Латвийской ССР IX созыва провёл 12 сессий (все — в Риге):
- 3-4 июля 1975 (I сессия)
- 11-12 декабря 1975 (II сессия)
- 3-4 июня 1976 (III сессия)
- 17-18 ноября 1976 года (IV сессия)
- 14 июля 1977 года (V сессия)
- 17 ноября 1977 года (VI сессия)
- 22-23 декабря 1977 года (VII сессия)
- 18 апреля 1978 года (VIII сессия)
- 15 июня 1978 года (IX сессия)
- 13-14 декабря 1978 года (X сессия)
- 14 июня 1979 года (XI сессия)
- 12-13 декабря 1979 года (XII сессия)[2]

## Список депутатов
| №   | Фамилия, имя, отчество                  | Район / город              | Избирательный округ           | Примечания     |
| --- | --------------------------------------- | -------------------------- | ----------------------------- | -------------- |
| 1   | Аболинь, Элерт Волдемарович             | Салдусский район           | Салдусский № 276              |                |
| 2   | Абомс, Андрис Робертович                | Добельский район           | Бенский № 174                 |                |
| 3   | Авот, Юрий Карлович                     | Рига (Октябрьский район)   | Рижский № 61                  |                |
| 4   | Авотс, Валдис Карлович                  | Валкский район             | Смилтенский № 298             |                |
| 5   | Адатинь, Ритма Жановна                  | Рига (Пролетарский район)  | Рижский № 94                  |                |
| 6   | Азан, Болеслав Антонович                | Тукумский район            | Тукумский городской № 293     |                |
| 7   | Азан, Владислав Доминикович             | город Даугавпилс           | Даугавпилсский № 105          |                |
| 8   | Айзсилниекс, Индулис Янович             | город Елгава               | Елгавский № 121               |                |
| 9   | Александров, Пётр Ермолаевич            | Рига (Октябрьский район)   | Рижский № 66                  |                |
| 10  | Алтухов, Николай Григорьевич            | Рижский район              | Вангажский № 271              |                |
| 11  | Амелько, Антонина Яновна                | Лудзенский район           | Истренский № 225              |                |
| 12  | Андерсон, Имант Августович              | Рига (Кировский район)     | Рижский № 3                   |                |
| 13  | Андерсонс, Лаймонис                     | Салдусский район           | Броценский № 272              |                |
| 14  | Анспок, Казимир Семёнович               | Лудзенский район           | Карсавский № 226              |                |
| 15  | Анчевскис, Янис Антонович               | город Резекне              | Резекненский № 137            |                |
| 16  | Анчупанс, Александр Петрович            | Рижский район              | Бергский № 261                |                |
| 17  | Афромеева, Мария Протасьевна            | Резекненский район         | Резекненский сельский № 255   |                |
| 18  | Бабкин, Николай Александрович           | Елгавский район            | Яунсвирлаукский № 194         |                |
| 19  | Багновец, Гарольд Владимирович          | Рига (Ленинградский район) | Рижский № 27                  |                |
| 20  | Балтинь, Гунар Андреевич                | Рига (Московский район)    | Рижский № 41                  |                |
| 21  | Барздиня, Рута-Марта Августовна         | Рига (Пролетарский район)  | Рижский № 95                  |                |
| 22  | Барткевич, Леонард Леопольдович         | Цесисский район            | Вецпиебалгский № 164          |                |
| 23  | Бартминский, Владимир Валентинович      | город Даугавпилс           | Даугавпилсский № 98           |                |
| 24  | Бартниеце, Велта Яновна                 | город Лиепая               | Лиепайский № 115              |                |
| 25  | Бартусевича, Эмилия Юрьевна             | Прейльский район           | Рудзетский № 249              |                |
| 26  | Белуза, Леон Иосифович                  | город Даугавпилс           | Даугавпилсский № 99           |                |
| 27  | Белуха, Николай Андреевич               | Рига (Ленинградский район) | Рижский № 28                  |                |
| 28  | Берга, Ксения Борисовна                 | Тукумский район            | Земитский № 295               |                |
| 29  | Бергс, Арнолдс Эрнестович               | Лиепайский район           | Дурбский № 212                |                |
| 30  | Берзин, Иван Петрович                   | город Юрмала               | Юрмалский № 128               |                |
| 31  | Берзинь, Геновефа Адамовна              | Талсинский район           | Стендский № 286               |                |
| 32  | Берзинь, Лео Янович                     | Мадонский район            | Ляудонский № 236              |                |
| 33  | Берзиня, Ария Юльевна                   | Цесисский район            | Раунский № 162                |                |
| 34  | Берзиня, Майя Августовна                | Валкский район             | Каркский № 297                |                |
| 35  | Биксонс, Гунарс Мартынович              | Вентспилсский район        | Зирский № 310                 |                |
| 36  | Биркенфельд, Всеволод Янович            | Рига (Октябрьский район)   | Рижский № 75                  |                |
| 37  | Блумбергс, Гунарс Эрнестович            | Цесисский район            | Цесисский № 158               |                |
| 38  | Блюм, Виктор Адольфович                 | Лиепайский район           | Айзпутский № 210              |                |
| 39  | Богданов, Иван Аксентьевич              | Резекненский район         | Малтский № 254                |                |
| 40  | Богданович, Чеслав Антонович            | Рижский район              | Саласпилсский № 265           |                |
| 41  | Бонат, Янис Павлович                    | Бауский район              | Иецавский № 153               |                |
| 42  | Бондалетов, Иван Васильевич             | город Даугавпилс           | Даугавпилсский № 97           |                |
| 43  | Брамбатс, Янис Петрович                 | Валмиерский район          | Матишский № 303               |                |
| 44  | Бригер, Мелита Яновна                   | Тукумский район            | Кандавский № 291              |                |
| 45  | Бриль, Антон Пиусович                   | Алуксненский район         | Алуксненский № 141            |                |
| 46  | Бриль, Ирена Яновна                     | Краславский район          | Аулейский № 198               |                |
| 47  | Британс, Янис Петрович                  | Лимбажский район           | Катварский № 219              |                |
| 48  | Броделис, Янис Янович                   | Валмиерский район          | Паргауйский № 305             |                |
| 49  | Бролиш, Янис Викторович                 | Рига (Московский район)    | Рижский № 35                  |                |
| 50  | Брувер, Эрик Мартынович                 | Бауский район              | Вецумниекский № 156           |                |
| 51  | Буданова, Скайдрите Васильевна          | Валмиерский район          | Дикльский № 301               |                |
| 52  | Бумбиере-Блумберга, Гунта Станиславовна | Талсинский район           | Валдемарпилсский № 288        |                |
| 53  | Буняка, Рута Албертовна                 | Талсинский район           | Дундагский № 282              |                |
| 54  | Вагрис, Ян Янович                       | город Вентспилс            | Вентспилсский № 135           |                |
| 55  | Валескалн, Пётр Иванович                | Рига (Московский район)    | Рижский № 54                  |                |
| 56  | Ваннах, Святослав Эдуардович            | Резекненский район         | Дриценский № 252              |                |
| 57  | Васильев, Александр Павлович            | Рига (Ленинградский район) | Рижский № 30                  |                |
| 58  | Васильева, Зинаида Владимировна         | Рига (Октябрьский район)   | Рижский № 62                  |                |
| 59  | Вейгул, Бронислава Эдуардовна           | Рига (Ленинградский район) | Рижский № 31                  |                |
| 60  | Вейс, Александр Робертович              | Рига (Кировский район)     | Рижский № 8                   |                |
| 61  | Велдзе, Марта Фрицевна                  | Талсинский район           | Сабильский № 285              |                |
| 62  | Верро, Рудольф Оттович                  | Огрский район              | Ледманский № 241              |                |
| 63  | Веселов, Иван Андреевич                 | Рига (Московский район)    | Рижский № 46                  |                |
| 64  | Викман, Улдис Бернхардович              | Лимбажский район           | Лиепупский № 220              |                |
| 65  | Виксне, Дзинтра Яновна                  | Рижский район              | Олайнский № 263               |                |
| 66  | Вильман, Пётр Донатович                 | Рига (Октябрьский район)   | Рижский № 69                  |                |
| 67  | Витол, Леон Петрович                    | Лиепайский район           | Руцавский № 216               |                |
| 68  | Войка, Арвид Александрович              | Тукумский район            | Энгурский № 289               |                |
| 69  | Воробьёв, Василий Сергеевич             | Рига (Ленинградский район) | Рижский № 24                  |                |
| 70  | Воробьёва, Анна Исаевна                 | Мадонский район            | Вараклянский № 238            |                |
| 71  | Восс, Август Эдуардович                 | Рига (Пролетарский район)  | Рижский № 88                  |                |
| 72  | Гайлис, Имант Адамович                  | город Юрмала               | Юрмалский № 126               |                |
| 73  | Галвиня, Велта Яновна                   | Мадонский район            | Берзаунский № 234             |                |
| 74  | Гаусена, Анита Эрнестовна               | Лиепайский район           | Гробиньский № 213             |                |
| 75  | Гиргенсон, Зигфрид Викторович           | Рижский район              | Марупский № 262               |                |
| 76  | Голодов, Николай Никитович              | город Лиепая               | Лиепайский № 111              |                |
| 77  | Голубев, Сергей Васильевич              | Рига (Московский район)    | Рижский № 34                  |                |
| 78  | Горис, Айвар Янович                     | Валмиерский район          | Валмиерский № 307             |                |
| 79  | Граудинь, Дзннтра                       | Вентспилсский район        | Попский № 309                 |                |
| 80  | Граудс, Луция Юрьевна                   | Елгавский район            | Залениекский № 197            |                |
| 81  | Граудумниекс, Пётр Алфонович            | Балвский район             | Виксненский № 149             |                |
| 82  | Гредзенс, Виестурс Августович           | Добельский район           | Терветский № 179              |                |
| 83  | Грибуст, Янис Адамович                  | Рига (Пролетарский район)  | Рижский № 93                  |                |
| 84  | Григулис, Арвид Петрович                | Стучкинский район          | Стучкинский № 281             |                |
| 85  | Гросберг, Арнольд Кристапович           | Рижский район              | Стопиньский № 270             |                |
| 86  | Грунерте, Элга Волдемаровна             | Лимбажский район           | Видрижский № 223              |                |
| 87  | Губин, Иван Архипович                   | Рига (Пролетарский район)  | Рижский № 82                  |                |
| 88  | Давид, Рута                             | Елгавский район            | Лиелплатонский № 196          |                |
| 89  | Дале, Аустра Николаевна                 | Рига (Московский район)    | Рижский № 37                  |                |
| 90  | Даукст, Язеп Бернардович                | Огрский район              | Мадлиенский № 243             |                |
| 91  | Демитков, Геннадий Иванович             | Рига (Октябрьский район)   | Рижский № 63                  |                |
| 92  | Дзенитис, Янис Эдуардович               | Мадонский район            | Мадонский № 237               |                |
| 93  | Дзирне, Зигфрид Николаевич              | Салдусский район           | Эзерский № 273                |                |
| 94  | Донкарёв, Пётр Николаевич               | Рига (Московский район)    | Рижский № 39                  |                |
| 95  | Дреймане, Айна Яновна                   | Рижский район              | Саулкрастский № 267           |                |
| 96  | Дризул, Александр Арвидович             | Рига (Кировский район)     | Рижский № 2                   |                |
| 97  | Дрозд, Михаил Филиппович                | Елгавский район            | Ценский № 192                 |                |
| 98  | Дукур, Лаймон Янович                    | Гулбенский район           | Белявский № 183               |                |
| 99  | Евдокимова, Велта Алфредовна            | Рижский район              | Сигулдский № 269              |                |
| 100 | Егер, Карл Оттович                      | Екабпилсский район         | Екабпилсский № 186            |                |
| 101 | Егоров, Иван Трифонович                 | город Юрмала               | Юрмалский № 129               |                |
| 102 | Емельянова, Анна Васильевна             | город Даугавпилс           | Даугавпилсский № 103          |                |
| 103 | Жиляев, Виктор Георгиевич               | Рига (Октябрьский район)   | Рижский № 72                  |                |
| 104 | Жогота, Агрифина Антоновна              | Лудзенский район           | Наутренский № 229             |                |
| 105 | Замуре, Рудите Яновна                   | Алуксненский район         | Калнцемпскпй № 143            |                |
| 106 | Зандманис, Арнолд Индрикович            | Кулдигский район           | Скрундский № 208              |                |
| 107 | Звайгзне, Дзинтарс Янович               | Валмиерский район          | Мазсалацкий № 304             |                |
| 108 | Зелтинь, Дзидра Мартыновна              | Рижский район              | Ропажский № 264               |                |
| 109 | Зиемелис, Гунар Кришьянович             | Рига (Октябрьский район)   | Рижский № 73                  |                |
| 110 | Зилберс, Волдемар Карлович              | Гулбенский район           | Гулбенский № 180              |                |
| 111 | Зиле, Андрей Августович                 | Резекненский район         | Каунатский № 253              |                |
| 112 | Зорин, Карл Эрнестович                  | Резекненский район         | Берзгальский № 251            |                |
| 113 | Зунда, Венеранда Антоновна              | Рига (Пролетарский район)  | Рижский № 79                  |                |
| 114 | Иванова, Екатерина Прокофьевна          | Екабпилсский район         | Виеситский № 191              |                |
| 115 | Иверт, Илмар Янович                     | Валкский район             | Трикатский № 299              |                |
| 116 | Икауниекс, Албертс Эдуардович           | Рига (Пролетарский район)  | Рижский № 90                  |                |
| 117 | Калве, Бирута Рихардовна                | Лиепайский район           | Вайнёдский № 217              |                |
| 118 | Калнберз, Виктор Константинович         | Рига (Октябрьский район)   | Рижский № 68                  |                |
| 119 | Калнберзин, Ян Эдуардович               | Рижский район              | Бабитский № 259               |                |
| 120 | Калныня, Эрна Альфредовна               | город Лиепая               | Лиепайский № 110              |                |
| 121 | Кальвис, Аня Ерумовна                   | Лудзенский район           | Лудзенский № 227              |                |
| 122 | Камендерс, Вилис Алфредович             | Балвский район             | Балвский № 146                |                |
| 123 | Канеп, Вильгельм Вильгельмович          | Рига (Ленинский район)     | Рижский № 18                  |                |
| 124 | Капуста, Майя Никитична                 | Рига (Ленинский район)     | Рижский № 10                  |                |
| 125 | Карклинь, Арнис Фридрихович             | Рига (Пролетарский район)  | Рижский № 81                  |                |
| 126 | Карклинь, Мирдза Яковлевна              | Кулдигский район           | Кулдигский № 207              |                |
| 127 | Карпов, Николай Александрович           | Рига (Октябрьский район)   | Рижский № 70                  |                |
| 128 | Карташова, Наталья Евгеньевна           | Рига (Московский район)    | Рижский № 47                  |                |
| 129 | Карцев, Александр Ефимович              | Рига (Московский район)    | Рижский № 55                  |                |
| 130 | Катковский, Владислав Антонович         | Рига (Ленинградский район) | Рижский № 32                  |                |
| 131 | Каулиньш, Эдгар Мартынович              | Огрский район              | Икшкильский № 239             |                |
| 132 | Каупуж, Владимир Ильич                  | город Елгава               | Елгавский № 125               |                |
| 133 | Кейша, Эмилия Яновна                    | Рижский район              | Балдонский № 260              |                |
| 134 | Керис, Бирута Станиславовна             | Кулдигский район           | Кабильский № 206              |                |
| 135 | Киреев, Вячеслав Евдокимович            | Рига (Октябрьский район)   | Рижский № 74                  |                |
| 136 | Клауцен, Арнольд Петрович               | Рига (Московский район)    | Рижский № 42                  |                |
| 137 | Клибик, Валентина Сергеевна             | Рига (Ленинский район)     | Рижский № 19                  |                |
| 138 | Клявиньш, Албертс Янович                | Мадонский район            | Эргльский № 233               |                |
| 139 | Коваленок, Геновефа Францевна           | Рига (Московский район)    | Рижский № 40                  |                |
| 140 | Кодолс, Илгвар Адольфович               | Тукумский район            | Тукумский городской № 294     |                |
| 141 | Колосова, Рита Петровна                 | Стучкинский район          | Яунелгавский № 277            |                |
| 142 | Контант, Виктор Карлович                | город Юрмала               | Юрмалский № 130               |                |
| 143 | Косов, Анатолий Михайлович              | Рига (Ленинградский район) | Рижский № 23                  |                |
| 144 | Кошкина, Гайда Мартыновна               | Рига (Пролетарский район)  | Рижский № 78                  |                |
| 145 | Краснобаев, Нил Иванович                | Рига (Московский район)    | Рижский № 48                  |                |
| 146 | Крогере, Мара Зиедоновна                | Рига (Московский район)    | Рижский № 44                  |                |
| 147 | Крон, Вольдемар Арнольдович             | Рига (Октябрьский район)   | Рижский № 67                  |                |
| 148 | Кронберг, Валентина Викторовна          | Рига (Московский район)    | Рижский № 58                  |                |
| 149 | Кротов, Михаил Петрович                 | Рига (Московский район)    | Рижский № 59                  |                |
| 150 | Круминь, Виктор Михайлович              | Бауский район              | Бауский № 151                 |                |
| 151 | Круминь, Иван Андреевич                 | Тукумский район            | Смардский № 292               |                |
| 152 | Круминьш, Павилс Адамович               | Валмиерский район          | Каугурский № 302              |                |
| 153 | Кузнецова, Ирина Давыдовна              | Рига (Пролетарский район)  | Рижский № 77                  |                |
| 154 | Кукаране, Анна Александровна            | Балвский район             | Ругайский № 147               |                |
| 155 | Курпниекс, Волдемар Янович              | Лимбажский район           | Салацгривский № 222           |                |
| 156 | Лайвин, Владимир Иванович               | Добельский район           | Добельский городской № 177    |                |
| 157 | Лапиня, Велта Мартыновна                | Бауский район              | Пилсрундальский № 155         |                |
| 158 | Ласинский, Александр Александрович      | Алуксненский район         | Маркалнский № 144             |                |
| 159 | Лаудам, Альберт Янович                  | Прейльский район           | Прейльский № 248              |                |
| 160 | Лаукман, Владимир Давидович             | Рига (Ленинградский район) | Рижский № 26                  |                |
| 161 | Лашков, Игнатий Филатович               | Резекненский район         | Вилянский № 258               |                |
| 162 | Лебедева, Мария Васильевна              | Екабпилсский район         | Екабпилсский № 185            |                |
| 163 | Леварде, Велта Вильевна                 | Салдусский район           | Пампальский № 275             |                |
| 164 | Ленёв, Олег Константинович              | Рига (Пролетарский район)  | Рижский № 84                  |                |
| 165 | Леонова, Вера Васильевна                | Рига (Октябрьский район)   | Рижский № 64                  |                |
| 166 | Линдберг, Лаймонис Бернхардович         | город Лиепая               | Лиепайский № 119              |                |
| 167 | Линде, Эдгар Валдемарович               | Рига (Московский район)    | Рижский № 46                  |                |
| 168 | Липска, Зинаида Клементьевна            | Лудзенский район           | Пилдский № 230                |                |
| 169 | Лисмент, Микелис Микелевич              | Талсинский район           | Ройский № 284                 |                |
| 170 | Ловчиновский, Рихард Антонович          | Краславский район          | Индрский № 202                |                |
| 171 | Логина, Надежда Егоровна                | Балвский район             | Балтинавский № 145            |                |
| 172 | Лубоцкий, Лев Давидович                 | Рига (Октябрьский район)   | Рижский № 71                  |                |
| 173 | Лукшевиц, Янис Мартынович               | Огрский район              | Лиелвардский № 242            |                |
| 174 | Лунёва, Анна Никитична                  | Рига (Московский район)    | Рижский № 38                  |                |
| 175 | Луциня, Скайдрите Теодоровна            | Рига (Ленинский район)     | Рижский № 11                  |                |
| 176 | Лысенков Владимир Георгиевич            | Рига (Пролетарский район)  | Рижский № 91                  |                |
| 177 | Лякса, Валентина Амброзьевна            | Краславский район          | Дагдский № 200                |                |
| 178 | Маделан, Леон Донатович                 | Прейльский район           | Варкавский № 250              |                |
| 179 | Мачтамс, Алфред Андреевич               | город Вентспилс            | Вентспилсский № 132           |                |
| 180 | Межвиетс, Янис Жанович                  | город Елгава               | Елгавский № 124               |                |
| 181 | Межецкий, Язеп Витальевич               | Екабпилсский район         | Салский № 190                 |                |
| 182 | Меллупс, Харалдс Антонович              | Валмиерский район          | Руиенский № 306               |                |
| 183 | Миланцей, Янис Константинович           | Екабпилсский район         | Лейманский № 188              |                |
| 184 | Миллер, Висварис Оттович                | Рига (Кировский район)     | Рижский № 5                   |                |
| 185 | Мисанс, Леонард Петрович                | Добельский район           | Берзский № 175                |                |
| 186 | Моисеев, Евгений Фёдорович              | город Даугавпилс           | Даугавпилсский № 106          |                |
| 187 | Моисей, Янис Янович                     | Стучкинский район          | Неретский № 279               |                |
| 188 | Мороза, Любовь Владимировна             | Резекненский район         | Рикавский № 256               |                |
| 189 | Мукке, Михаил Иванович                  | Рига (Московский район)    | Рижский № 56                  |                |
| 190 | Мунда, Мария Николаевна                 | Рига (Ленинградский район) | Рижский № 25                  |                |
| 191 | Нагла, Хенрих Янович                    | Вентспилсский район        | Пилтенский № 308              |                |
| 192 | Никитина, Екатерина Фёдоровна           | Лудзенский район           | Мердзенский № 228             |                |
| 193 | Никитина, Эмилия Станиславовна          | город Даугавпилс           | Даугавпилсский № 101          |                |
| 194 | Новаде, Вия Карловна                    | Лиепайский район           | Павилостский № 214            |                |
| 195 | Ножинская, Нина Лауровна                | Рига (Московский район)    | Рижский № 52                  |                |
| 196 | Однорукова, Зина Владимировна           | город Лиепая               | Лиепайский № 113              |                |
| 197 | Озолс, Эгилс Мартынович                 | город Лиепая               | Лиепайский № 109              |                |
| 198 | Осман, Зигмунд Донатович                | Рига (Московский район)    | Рижский № 50                  |                |
| 199 | Остапишин, Станислав Владимирович       | Стучкинский район          | Плявиньский № 280             |                |
| 200 | Павасаре, Айя Яновна                    | Валкский район             | Бирзульский № 296             |                |
| 201 | Павловская, Галина Сергеевна            | город Даугавпилс           | Даугавпилсский № 102          |                |
| 202 | Пайдер, Лео Юрьевич                     | Мадонский район            | Цесвайнский № 232             |                |
| 203 | Патенко, Пётр Бернардович               | город Даугавпилс           | Даугавпилсский № 96           |                |
| 204 | Першина, Нелда Августовна               | Рига (Московский район)    | Рижский № 53                  |                |
| 205 | Петерсон, Эрик Карлович                 | Рига (Московский район)    | Рижский № 51                  |                |
| 206 | Пешкова, Людмила Ивановна               | Рига (Ленинский район)     | Рижский № 16                  |                |
| 207 | Пиваре, Моника Александровна            | Огрский район              | Яуногрский № 240              |                |
| 208 | Пихел, Валентина Самуйловна             | город Юрмала               | Юрмалский № 131               |                |
| 209 | Плауде, Артур Карлович                  | город Елгава               | Елгавский № 122               |                |
| 210 | Подвинская, Гения-Ирена Михайловна      | Рига (Пролетарский район)  | Рижский № 92                  |                |
| 211 | Покатов, Вячеслав Константинович        | Рига (Ленинский район)     | Рижский № 17                  |                |
| 212 | Полявин, Карл Янович                    | Стучкинский район          | Кокнесский № 278              |                |
| 213 | Полякова, Татьяна Мироновна             | Резекненский район         | Ружинский № 257               |                |
| 214 | Пормейстере, Илга Александровна         | Валкский район             | Валкский № 300                |                |
| 215 | Порниекс, Паул Паулович                 | город Вентспилс            | Вентспилсский № 133           |                |
| 216 | Прауде, Роберт Владимирович             | Рига (Пролетарский район)  | Рижский № 85                  |                |
| 217 | Приеде, Гунар Рейнхольдович             | Рига (Московский район)    | Рижский № 45                  |                |
| 218 | Пуго, Борис Карлович                    | Даугавпилсский район       | Вишкский № 172                |                |
| 219 | Пунга, Велта Яновна                     | Елгавский район            | Калнциемский № 195            |                |
| 220 | Путане, Виргиния Адамовна               | Даугавпилсский район       | Калупский № 167               |                |
| 221 | Раман, Миервалд Леонидович              | город Лиепая               | Лиепайский № 117              |                |
| 222 | Ранцан, Ян Болеславович                 | Рига (Кировский район)     | Рижский № 7                   |                |
| 223 | Ратенбергс, Фрицис Фрицевич             | Салдусский район           | Лутриньский № 274             |                |
| 224 | Реймане, Ирена Альбертовна              | Рига (Кировский район)     | Рижский № 4                   |                |
| 225 | Ренга, Лайма Николаевна                 | Рига (Пролетарский район)  | Рижский № 86                  |                |
| 226 | Ресне, Зинаида Яновна                   | Огрский район              | Огрский № 244                 |                |
| 227 | Риваре, Моника Альбертовна              | Прейльский район           | Аглонский № 245               |                |
| 228 | Розе, Екаб Янович                       | Цесисский район            | Страупский № 163              |                |
| 229 | Рощенков, Тимофей Радионович            | город Даугавпилс           | Даугавпилсский № 107          |                |
| 230 | Рубинс, Янис Феликсович                 | Лимбажский район           | Лимбажский № 221              |                |
| 231 | Рубэн, Юрий Янович                      | Рига (Ленинский район)     | Рижский № 15                  |                |
| 232 | Руднев, Олег Александрович              | город Юрмала               | Юрмалский № 127               |                |
| 233 | Рука, Ивита Яновна                      | Рига (Октябрьский район)   | Рижский № 65                  |                |
| 234 | Рутенберг, Карл Карлович                | Талсинский район           | Лауциенский № 283             |                |
| 235 | Рыбальченко, Пётр Александрович         | город Даугавпилс           | Даугавпилсский № 100          |                |
| 236 | Салеев, Николай Петрович                | Краславский район          | Краславский № 203             |                |
| 237 | Самолевский, Виктор Николаевич          | Мадонский район            | Лубанский № 235               |                |
| 238 | Самсонс, Вилис Петрович                 | Балвский район             | Тилжский № 148                |                |
| 239 | Седлиньш, Ринальд Карлович              | Рига (Ленинский район)     | Рижский № 14                  |                |
| 240 | Седолс, Вилннс Иоренович                | Рига (Ленинградский район) | Рижский № 29                  |                |
| 241 | Седых, Владимир Иванович                | город Резекне              | Резекненский № 139            |                |
| 242 | Сеейс, Карл Янович                      | Рига (Московский район)    | Рижский № 60                  |                |
| 243 | Секретарёв, Константин Фёдорович        | Лиепайский район           | Приекульский № 215            |                |
| 244 | Сидорик, Владимир Антонович             | город Вентспилс            | Вентспилсский № 136           |                |
| 245 | Скребеле, Вайра Яновна                  | Алуксненский район         | Апский № 142                  |                |
| 246 | Скримбле, Хелена Язеповна               | Даугавпилсский район       | Субатский № 171               |                |
| 247 | Следе, Эгон Эдгарович                   | Гулбенский район           | Яунгулбенский № 181           |                |
| 248 | Спрудзане, Зинаида Донатовна            | Цесисский район            | Цесисский городской № 157     |                |
| 249 | Спрудэ, Вольдемар Янович                | Екабпилсский район         | Крустпилсский № 187           |                |
| 250 | Спура, Элвира Яновна                    | Бауский район              | Межотненский № 154            |                |
| 251 | Стельмаченок, Тересса Антоновна         | Рига (Ленинский район)     | Рижский № 12                  |                |
| 252 | Степанова, Анна Дементьевна             | Даугавпилсский район       | Науенский № 169               |                |
| 253 | Стикане, Евгения Яновна                 | Прейльский район           | Галенский № 246               |                |
| 254 | Страутманис, Пётр Якубович              | Рига (Кировский район)     | Рижский № 1                   |                |
| 255 | Стрельч, Язеп Станиславович             | Рига (Пролетарский район)  | Рижский № 87                  |                |
| 256 | Строгонова, Валентина Ивановна          | город Елгава               | Елгавский № 120               |                |
| 257 | Стунгревиц, Освалд Карлович             | Добельский район           | Ауцский № 173                 |                |
| 258 | Толмаджев, Карл Григорьевич             | Рига (Ленинский район)     | Рижский № 13                  |                |
| 259 | Третьяков, Борис Алексеевич             | Рига (Ленинский район)     | Рижский № 20                  |                |
| 260 | Трифонова, Евдокия Ивановна             | Рига (Кировский район)     | Рижский № 9                   |                |
| 261 | Тумовс-Бекис, Язеп Донатович            | Рижский район              | Сигулдский № 268              |                |
| 262 | Тумушкан, Анатолий Брониславович        | Лудзенский район           | Зилупский № 231               |                |
| 263 | Убарс, Станислав Витальевич             | Рига (Ленинский район)     | Рижский № 21                  |                |
| 264 | Удрис, Силвия Мартыновна                | Лимбажский район           | Алойский № 218                |                |
| 265 | Ужане, Хелга Владиславовна              | Цесисский район            | Нитаурский № 160              |                |
| 266 | Улманис, Ивар Николаевич                | Рига (Ленинградский район) | Рижский № 33                  |                |
| 267 | Упениеце, Айна Эдуардовна               | Прейльский район           | Ливанский № 247               |                |
| 268 | Упмалис, Имант Августович               | Цесисский район            | Приекульский № 161            |                |
| 269 | Ухов, Георгий Владимирович              | город Резекне              | Резекненский № 138            |                |
| 270 | Фелдман, Майга Юльевна                  | Елгавский район            | Элейский № 193                |                |
| 271 | Фесенко, Виолетта Вольдемаровна         | город Елгава               | Елгавский № 123               |                |
| 272 | Фолманис, Жан Карлович (Жан Грива)      | Талсинский район           | Талсинский № 287              |                |
| 273 | Фрейберг, Леонид Эдуардович             | Добельский район           | Бикстский № 176               |                |
| 274 | Фреймане (Пастернак), Лидия Эдуардовна  | Рига (Кировский район)     | Рижский № 6                   |                |
| 275 | Холштейн, Жанис Вильевич                | Екабпилсский район         | Акнистский № 184              |                |
| 276 | Хофманис, Майгонис Юльевич              | Рига (Московский район)    | Рижский № 57                  |                |
| 277 | Целминя, Инта Робертовна                | Добельский район           | Добельский сельский № 178     |                |
| 278 | Цеске, Эдмунд Артурович                 | Кулдигский район           | Снепельский № 209             |                |
| 279 | Цунаев, Сергей Кириллович               | Краславский район          | Удришский № 204               |                |
| 280 | Цунский, Павел Болиславович             | Даугавпилсский район       | Даугавпилсский сельский № 165 |                |
| 281 | Чаша, Иван Яковлевич                    | Цесисский район            | Яунпиебалгский № 159          | умер 2.08.1977 |
| 282 | Чевачин, Валерий Николаевич             | Рига (Пролетарский район)  | Рижский № 89                  |                |
| 283 | Чемм, Виталий Александрович             | Даугавпилсский район       | Илукстский № 166              |                |
| 284 | Чургель, Анна Станиславовна             | Краславский район          | Берзинский № 199              |                |
| 285 | Шадрич, Олег Петрович                   | город Лиепая               | Лиепайский № 108              |                |
| 286 | Шайцане, Антония Яновна                 | Балвский район             | Вилякский № 150               |                |
| 287 | Шашок, Элий Петрович                    | Даугавпилсский район       | Скрудалиенский № 170          |                |
| 288 | Шиваре, Бирута Эрнестовна               | Гулбенский район           | Лизумский № 182               |                |
| 289 | Шинкарёв, Иван Павлович                 | город Лиепая               | Лиепайский № 114              |                |
| 290 | Шкапарс, Алберт Францевич               | Екабпилсский район         | Межарский № 189               |                |
| 291 | Шмитхена, Любовь Гурьевна               | Тукумский район            | Яунпилсский № 290             |                |
| 292 | Шнейдер, Ян Янович                      | Рижский район              | Саласпилсский № 266           |                |
| 293 | Штейнберг, Валентин Августович          | Рига (Московский район)    | Рижский № 43                  |                |
| 294 | Эглит, Альфред Оскарович                | город Лиепая               | Лиепайский № 116              |                |
| 295 | Эйжвертиня, Кристина Ивановна           | город Даугавпилс           | Даугавпилсский № 104          |                |
| 296 | Эйнинь, Владимир Мартынович             | город Лиепая               | Лиепайский № 118              |                |
| 297 | Эльвих, Андрей Андреевич                | Рига (Московский район)    | Рижский № 36                  |                |
| 298 | Эндзелис, Янис-Волдемарс Янович         | Бауский район              | Цераукстский № 152            |                |
| 299 | Юкш, Петерис Войцехович                 | Даугавпилсский район       | Ликсненский № 168             |                |
| 300 | Юресон, Расма Карловна                  | город Вентспилс            | Вентспилсский № 134           |                |
| 301 | Юрсонс, Янис Карлович                   | Лиепайский район           | Циравский № 211               |                |
| 302 | Яблонский, Эдуард Янович                | Рига (Пролетарский район)  | Рижский № 80                  |                |
| 303 | Яковлев, Александр Ефимович             | Краславский район          | Граверский № 201              |                |
| 304 | Якубайтис, Эдуард Александрович         | Рига (Пролетарский район)  | Рижский № 76                  |                |
| 305 | Янсенс, Юрис Арвидович                  | Рига (Пролетарский район)  | Рижский № 83                  |                |
| 306 | Янсон, Антон Язепович                   | Кулдигский район           | Алсунгский № 205              |                |
| 307 | Яш, Евгения Самуиловна                  | город Резекне              | Резекненский № 140            |                |
| 308 | Яшкуль, Станислав Викентьевич           | Лудзенский район           | Циблский № 224                |                |
| 309 | Бабаев, Александр Степанович            | Рига (Ленинградский район) | Рижский № 22                  |                |
| 310 | Бастин, Иван Григорьевич                | город Лиепая               | Лиепайский № 112              |                |